# Ђело (Монтекатини Вал ди Чечина)
Ђело је насеље у Италији у округу Пиза, региону Тоскана.
Према процени из 2011. у насељу је живело 88 становника. Насеље се налази на надморској висини од 124 м.